# Cantone di Saint-Brieuc-Nord
Il Cantone di Saint-Brieuc-Nord era una divisione amministrativa dell'Arrondissement di Saint-Brieuc.
A seguito della riforma approvata con decreto del 13 febbraio 2014, che ha avuto attuazione dopo le elezioni dipartimentali del 2015, è stato soppresso.

## Composizione
Comprendeva solamente parte della città di Saint-Brieuc.